# Jonathan Klinsmann
Jonathan Klinsmann (Monaco di Baviera, 8 aprile 1997) è un calciatore statunitense con cittadinanza tedesca, portiere del Cesena.

## Biografia
Nato a Monaco di Baviera, Jonathan è figlio dell'ex calciatore tedesco Jürgen Klinsmann e della statunitense Debbie Chin.

## Carriera

### Club
Nel 2017 è stato acquistato dall'Hertha Berlino.
Nel 2019  è stato acquistato dal San Gallo.
Nel 2020 è stato acquistato dal LA Galaxy con cui ha disputato 7 partite in MLS.
Nel 2024  è stato acquistato dal Cesena con cui ha giocato 28 partite in B.

### Nazionale
Nel 2017 è stato convocato da Tab Ramos, commissario tecnico della Nazionale Under-20 statunitense; successivamente ha partecipato al Campionato mondiale di calcio Under-20 2017 e al Campionato nordamericano di calcio Under-20 2017, che ha vinto, risultando il miglior portiere del torneo.
Nel novembre 2018 è stato convocato dalla Nazionale maggiore degli USA in vista delle amichevoli contro Inghilterra e Italia, nelle quali tuttavia non è sceso in campo.

## Statistiche

### Presenze e reti nei club
Statistiche aggiornate al 30 giugno 2025.
| Stagione                 | Squadra                  | Campionato               | Campionato | Campionato | Coppe nazionali | Coppe nazionali | Coppe nazionali | Coppe continentali | Coppe continentali | Coppe continentali | Altre coppe | Altre coppe | Altre coppe | Totale | Totale |
| Stagione                 | Squadra                  | Comp                     | Pres       | Reti       | Comp            | Pres            | Reti            | Comp               | Pres               | Reti               | Comp        | Pres        | Reti        | Pres   | Reti   |
| ------------------------ | ------------------------ | ------------------------ | ---------- | ---------- | --------------- | --------------- | --------------- | ------------------ | ------------------ | ------------------ | ----------- | ----------- | ----------- | ------ | ------ |
| 2017-2018                | Hertha Berlino II        | RN                       | 14         | -19        | -               | -               | -               | -                  | -                  | -                  | -           | -           | -           | 14     | -19    |
| 2018-2019                | Hertha Berlino II        | RN                       | 10         | -12        | -               | -               | -               | -                  | -                  | -                  | -           | -           | -           | 10     | -12    |
| Totale Hertha Berlino II | Totale Hertha Berlino II | Totale Hertha Berlino II | 24         | -31        |                 | -               | -               |                    | -                  | -                  |             | -           | -           | 24     | -31    |
| 2017-2018                | Hertha Berlino           | BL                       | 0          | 0          | CG              | 0               | 0               | UEL                | 1                  | -1                 | -           | -           | -           | 1      | -1     |
| 2018-2019                | Hertha Berlino           | BL                       | 0          | 0          | CG              | 0               | 0               | -                  | -                  | -                  | -           | -           | -           | 0      | 0      |
| Totale Hertha Berlino    | Totale Hertha Berlino    | Totale Hertha Berlino    | 0          | 0          |                 | 0               | 0               |                    | 1                  | -1                 |             | -           | -           | 1      | -1     |
| 2019-2020                | San Gallo                | SL                       | 0          | 0          | CS              | 2               | -1              | -                  | -                  | -                  | -           | -           | -           | 2      | -1     |
| 2021                     | Ventura County           | USL                      | 3          | -9         | -               | -               | -               | -                  | -                  | -                  | -           | -           | -           | 3      | -9     |
| ago.-dic. 2020           | LA Galaxy                | MLS                      | 4          | -11        | -               | -               | -               | -                  | -                  | -                  | -           | -           | -           | 4      | -11    |
| 2021                     | LA Galaxy                | MLS                      | 3          | -4         | LC              | 0               | 0               | -                  | -                  | -                  | -           | -           | -           | 3      | -4     |
| 2022                     | LA Galaxy                | MLS                      | 0          | 0          | OC+LC           | 4+1             | -5+0            | -                  | -                  | -                  | -           | -           | -           | 5      | -5     |
| 2023                     | LA Galaxy                | MLS                      | 10         | -15        | OC+LC           | 2+0             | -3+0            | -                  | -                  | -                  | -           | -           | -           | 12     | -18    |
| Totale LA Galaxy         | Totale LA Galaxy         | Totale LA Galaxy         | 17         | -30        |                 | 7               | -8              |                    | -                  | -                  |             | -           | -           | 24     | -38    |
| feb.-giu. 2024           | Cesena                   | C                        | 1          | 0          | CI+CI-C         | -               | -               | -                  | -                  | -                  | SC-C        | 0           | 0           | 1      | 0      |
| 2024-2025                | Cesena                   | B                        | 27+1       | -30+-1     | CI              | 1               | 0               | -                  | -                  | -                  | -           | -           | -           | 29     | -31    |
| 2025-2026                | Cesena                   | B                        | 0          | 0          | CI              | 1               | 0               | -                  | -                  | -                  | -           | -           | -           | 1      | 0      |
| Totale Cesena            | Totale Cesena            | Totale Cesena            | 29         | -31        |                 | 2               | 0               |                    | -                  | -                  |             | -           | -           | 31     | -31    |
| Totale carriera          | Totale carriera          | Totale carriera          | 73         | -101       |                 | 11              | -9              |                    | 1                  | -1                 |             | -           | -           | 85     | -111   |

### Cronologia presenze e reti in nazionale
| Cronologia completa delle presenze e delle reti in nazionale ― Stati Uniti under 23 | Cronologia completa delle presenze e delle reti in nazionale ― Stati Uniti under 23 | Cronologia completa delle presenze e delle reti in nazionale ― Stati Uniti under 23 | Cronologia completa delle presenze e delle reti in nazionale ― Stati Uniti under 23 | Cronologia completa delle presenze e delle reti in nazionale ― Stati Uniti under 23 | Cronologia completa delle presenze e delle reti in nazionale ― Stati Uniti under 23 | Cronologia completa delle presenze e delle reti in nazionale ― Stati Uniti under 23 | Cronologia completa delle presenze e delle reti in nazionale ― Stati Uniti under 23 |
| Data                                                                                | Città                                                                               | In casa                                                                             | Risultato                                                                           | Ospiti                                                                              | Competizione                                                                        | Reti                                                                                | Note                                                                                |
| ----------------------------------------------------------------------------------- | ----------------------------------------------------------------------------------- | ----------------------------------------------------------------------------------- | ----------------------------------------------------------------------------------- | ----------------------------------------------------------------------------------- | ----------------------------------------------------------------------------------- | ----------------------------------------------------------------------------------- | ----------------------------------------------------------------------------------- |
| 22-3-2019                                                                           | San Pedro del Pinatar                                                               | Stati Uniti under 23                                                                | 0 – 2                                                                               | Egitto under 23                                                                     | Amichevole                                                                          | -1                                                                                  | 46’                                                                                 |
| 24-3-2019                                                                           | San Pedro del Pinatar                                                               | Paesi Bassi under 23                                                                | 0 – 0                                                                               | Stati Uniti under 23                                                                | Amichevole                                                                          | -                                                                                   | 65’                                                                                 |
| Totale                                                                              |                                                                                     | Presenze                                                                            | 2                                                                                   |                                                                                     | Reti                                                                                | -1                                                                                  |                                                                                     |

## Palmarès

### Club

#### Competizioni nazionali
- Serie C: 1

Cesena: 2023-2024 (girone B)
- Supercoppa Serie C: 1

Cesena: 2024

### Nazionale
- Campionato nordamericano di calcio Under-20: 1

Nicaragua 2017